# Франческо Габани
Франческо Габани (итал. Francesco Gabbani) (Карара, 9. септембар 1982) - је италијански певач и тесктописац. Постао је познат након победе на Фестивалу у Санрему 2016. у категорији Дебитанти са песмом Amen. Наредне године, побеђује са песмом Occidentali's Karma и тиме стиче право да представља Италију на Песми Евровизије 2017.

## Живот и каријера
Свој деби албум Greitist Iz, објавио је 2010. Године 2015, потписује уговор са дискографском кућом БМГ. Наредне године, учествује на Фестивалу у Санрему у категорији Новајлије, са песмом Amen, где и побеђује. Песма се издвојила као водећи сингл са албума Eternamente ora.
Исте године, његова песма Foglie al gelo се нашла на листи саундтрека за италијанску комедију Poveri ma ricchi. Наредне године, учествује на Фестивалу у Санрему 2017. у категорији Шампиони, са песмом Occidentali's Karma и побеђује. Тиме је постао први уметник коме је пошло за руком да победи у обе категорије током две узастопне године.

## Песма Евровизије 2017.
Као представник Италије, која је чланица Велике петорке, Франческо ће се аутоматски квалификовати у финално вече, које ће одржати 13. маја.

## Дискографија

### Албуми
- Greitist Iz (2013)
- Eternamente ora (2016)

### Синглови
- Filodoro (2009) (дует са Миром Леон)
- Estate (2011)
- Maledetto amore (2011)
- I dischi non si suonano (2013)
- Clandestino (2013)
- Amen (2015)
- Eternamente ora (2016)
- In equilibrio (2016)
- Foglie al gelo (2016)
- Occidentali's Karma (2017)